# АКФ Фиорентина
АКФ „Фиорентина“ (на италиански: ACF Fiorentina, Associazione Calcio Firenze Fiorentina, Асочационе Калчо Фиренце Фиорентина) или на български Флорентинско футболно дружество „Фиорентина“ е италиански футболен клуб, базиран в град Флоренция, регион Тоскана. Първоначално официалните цветове на клуба са червено и бяло, но през 1928 г. са променени на виолетово и бяло, каквито са и до днес. Оттам именно произлиза и прозвището на тима „виолетовите“ или „Виола“. Отборът играе своите домакински мачове на стадион „Артемио Франки“ (47 290 седящи места) от 1930 г.

## История
Клубът е основан на 29 август 1926 г. след сливането на спортното дружество „Либертас“ и СК „Фиренце“. С името ФК Клубе Либертас Фиориензе печели първия си трофей през сезон 1939/40, когато печели Купата на Италия, а през сезон 1955/56 печели и първото си Скудето. През сезон 1960/61 отборът печели за втори път Купата на Италия и постига първия си значителен успех в Европа, печелейки КНК, като на финала побеждава отбора на „Глазгоу Рейнджърс“. През 60-те години клубът печели още една Купа на Италия (1965/66), Купата Митропа (1966) и става за втори път шампион (1968/69). През 1975 г. Купата на Италия е спечелена за трети път, но оттогава чак до края на 90-те настъпва лош период за тима, чийто връх е изпадането на отбора в Серия Б през сезон 1993/94. След завръщането си в Серия А, „виолетовите“ успяват да спечелят още няколко купи, а именно Купата на Италия (1996, 2001) и Суперкупата на Италия (1996).
През 2001 г. започват рязко влошаване на финансовото състояние на клуба. Той е неспособен да плаща заплатите на играчите си, а дългът набъбва до 50 милиона долара. В унисон с финансовото състояние отборът изпада в Серия Б след края на сезон 2001/02. Малко след това клубът е обявен в несъстоятелност и закрит.
На първи август 2002 г. кметът на Флоренция Леонардо Доменичи основава „Фиорентина 1926 Флоренция“, който се включва в шампионата в Серия Ц2. Скоро след това новооснованият клуб е закупен от Диего Дела Вале и преименуван на „Флоренция Виола“. На 15 март 2003 г. Диего Дела Вале закупува търговската марка A.C. Fiorentina. при което четири дни по-късно клубът официално приема името ACF Fiorentina, както и придобива правото да носи характерните за клуба цветове на екипите си. В този тежък за отбора момент единственият футболист, който остава верен на клуба, е ветеранът Анджело Ди Ливио. С негова помощ тимът успява да спечели промоция за по-горната дивизия Ц1 още през първия сезон в Серия Ц2. По същото време обаче Италианската футболна федерация решава да увеличи отборите в Серия А от 18 на 20, а в Серия Б временно от 20 на 24, което дава възможност допълнително още четири отбора да се включат в Серия Б. Вследствие и на приетия по приблизително същото време закон за „спортните заслуги“, според който отборите със значителен принос към историята на италианския футбол в случай на фалит отпадат в първата по-ниска дивизия, „Фиорентина“ получава автоматично правото да се включи в Серия Б.
През новия сезон 2003/04 отборът се представя задоволително и успява да се класира на 6-а позиция, което дава правото на „Фиорентина“ на играе плейоф за влизане в Серия А срещу „Перуджа“ (15-и в Серия А). „Ла Виола“ успява да отстрани противника си с общ резултат 2:1 и се завръща в Серия А след две години изгнание в долните дивизии.
В първия си сезон след завръщането си в елита „Фиорентина“ се бори с всички сили за оцеляването си в първа дивизия и успява да се спаси чак в последните кръгове благодарение на директните си двубой с преките си съперници „Парма“ и „Болоня“. През следващия сезон 2005/06 „Фиорентина“ се представя успешно и успява да се класира за третия предварителен кръг на Шампионската лига благодарение на четвъртото си място. Голмайсторът на тима Лука Тони печели Златната обувка заради внушителните си 31 гола от 34 мача.
През лятото на 2006 г. италианският футбол е разтърсен от грандиозен скандал – „Калчополи“, свързан с манипулиране на избора на съдиите на футболните мачове и „Фиорентина“ е един от замесените. Заради това на 14 юли 2006 г. тимът е изхвърлен в Серия Б, а от актива за следващия му сезон за отнети 12 точки. След обжалване наказанието е намалено и „виолетовите“ са оставени в Серия А, но им се отнемат 19 точки и правото да участват в Шампионска лига. Малко след старта на шампионата съдът окончателно решава, че отнетите точки ще бъдат 15. Въпреки този пасив „Фиорентина“ се представя достойно през сезон 2006/07 и успява да се класира на 6-а позиция, даваща право на участие в турнира за Купата на УЕФА.
През сезон 2022/23 Фиорентина достига до финала на третия най-престижен европейски клубен турнир – Лигата на конференциите. В този мач виолетовите губят от Уест Хям Юнайтед с 1:2. През същия сезон флорентинци играят финал за Купата на Италия, в който губят от Интер с 1:2.
През сезон 2023/24 виолетовите отново достигат до финалния мач в Лигата на конференциите.

## Съоръжения

### Стадион
В началото на своята история, между 1926 и 1931 г., „Фиорентина“ играе своите вътрешните си мачове на стадиона на ул. „Белини“, използвани в миналото от „Либертас“. Между 1930 и 1932 г. е построен нов стадион по волята на Луиджи Ридолфи, проектиран от Пиер Луиджи Нерви, наречен Стадион „Джовани Берта“ и открит на 13 септември 1931 г. с мача между „Фиорентина“ и „Адмира Виена“. Съоръжението, изпълнено с иновативни архитектурни елементи като навес без междинни опори, винтови стълбища и кулата „Маратон“, се счита за шедьовър на италианската архитектура от 30-те години. Друг важен елемент е игралното поле, чието отводняване се счита за едно от най-добрите в Европа.
В края на Втората световна война с падането на фашизма името на съоръжението е променено на Общински стадион. През цялата си история той е мястото на някои футболни мачове от Световното първенство по футбол през 1934 г., XVII Летни олимпийски игри през 1960 г. и Европейското първенство по футбол през 1968 г. По повод на Световното първенство по футбол през 1990 г. флорентинското съоръжение претърпя важни структурни интервенции, поверени на архитекта Итало Гамберини. От 1993 г. стадионът носи името на „Артемио Франки“ – един от най-важните италиански спортни мениджъри. Собственост на Община Флоренция, съоръжението има капацитет от 43 147 места. С нуждите на съвременния футбол системата е остаряла, със значителни проблеми с ефективността и функционалността. Поради тези причини от известно време се говори за изграждането на нов стадион във Флоренция, собственост на същата компания, включен в проекта, наречен „Виолетова цитадела“.

### Тренировъчен център
Учебният център на Фиорентина, кръстен на Давиде Астори и известен също като „Кампини“ по името на предишните съоръжения на същото място, се намира във Флоренция, в комплекса на стадион „Артемио Франки“ Открит на 10 септември 2011 г. от Андреа Дела Вале и Матео Ренци – тогавашен кмет на Флоренция, е многофункционална структура, която се простира на над 1600 м² и има редовно игрище, фитнес зала, плувен басейн с различни рехабилитационни басейни, съблекални, трапезарии и други помещения, посветени на релаксацията и комфорта на спортистите, прожекционни зали, пресцентър, офиси и складове, на обща стойност от около 5,7 милиона евро.

## „Фиорентина“ в италианската масова култура
В италианското кино „Виола“ се споменава за първи път във филмите „Любов и бъбрене“ на Алесандро Блазети (1957) и „Сламеният човек“ на Пиетро Джерми (1958), а след това в „Мадона, каква тишина има тази вечер“ (1982) на Маурицио Понци и „Ваканции в Америка“ (1984) на Карло Вандзина, „Лято на морето“ (2008) и „Добър ден“ (2012) на Карло Вандзина. Някои италиански комедии от 80-те години, посветени на футбола, като „Наисссттина... изключително“ (1982) на Карло Вандзина, „Фенът, реферът и футболистът“ (1982) на Пиер Франческо Пинджиторе, „Обърканият треньор“ (1984) на Серджо Мартино и „Половин десен, половин ляв – 2 футболисти без топка“ (1985) на Серджо Мартино също намесват „виолетовите“.
В два филма на Алесандро Бенвенути – „Добре дошли у сем. Гори“ (1993) и продължението „Завръщане у сем. Гори“ (1996) имат за главен герой Данило Гори (в ролята: Масимо Чекерини), наркозависим фен на „виолетовите“, който обърква тълпата на площад „Свети Петър“ с Курва Фиезоле (северната трибуна на стадион „Артемио Франки“). В последния си филм „Писна ни от тебе, тате“ (1993) на Кастелано и Пиполо се вижда стаята на главния герой, окичена с артикули на „Фиорентина“. Отборът се споменава и в „Хубавият живот“ (1994) на Паоло Вирдзи, „Завършилите“ (1995) на Леонардо Пиерачони и „Разходка във времето“ (1996) на Карло Вандзина. Франко Дзефирели показва във филма си „Чай с Мусолини“ (1999) футболен мач между няколко момчета с лилава фланелка.
В литературата Индро Монтанели – фен на „виолетовите“ и почетен директор на клуба през 90-те години включва „Фиорентина“ в някои свои книги – в I rapaci nel cortile di Incontri (1952) говори за отбора по отношение на резултатите и качеството, а в I conti con me stesso. Diari 1957 – 1978 разказва за тосканския клуб, особено за годините на първото Скудето.
„Виолетовите“ се споменават и в музиката: през юли 1981 г. Енцо Яначи публикува, в „Е... концерт“, „Флорентински флаг“, докато през 1998 г. Пупо записва парчето „Това е Фиорентина“, неуспешно предложено като нов официален химн. През 1980 г. той посвещава част от куплет от песента „Какво да правим/ Флоренция Санта Мария Новела“ на „Фиорентина“ и на тогавашния ѝ капитан Джанкарло Антоньони. След това Дон Баки композира друга песен, посветена на отбора – Viola d'amore.

## Успехи

### Национални успехи
- Серия А 
  -  Шампион (2): 1955/56, 1968/69
  -  Вицешампион (5): 1956/57, 1957/58, 1958/59, 1959/60, 1981/82
  -  Бронзов медал (8): 1934/35, 1940/41, 1953/54, 1961/62, 1976/77, 1983/84, 1995/96, 1998/99
- Купа на Италия:
  -  Носител (6): 1939/40, 1960/61, 1965/66, 1974/75, 1995/96, 2000/01
  -  Финалист (5): 1957/58, 1959/60, 1970/71, 1998/99, 2022/23
- Суперкупа на Италия:
  -  Носител (1): 1996
- Серия Б 
  -  Шампион (3): 1930/31, 1938/39, 1993/94
- Серия Ц2 
  -  Шампион (1): 2002/03 (група Б)

### Международни успехи
- КЕШ:
  -  Финалист (1): 1956/57
- Купа на носителите на купи (КНК):
  -  Носител (1): 1960/61
  -  Финалист (1): 1961/62
- Купа на УЕФА:
  -  Финалист (1): 1989/1990
- Лига на конференциите:

 Финалист (2): 2022/23, 2023/24
- Купа Митропа:
  -  Носител (1): 1966
- Купа на Англо-Италианската Лига:
  -  Носител (1): 1975

## Състав
Последна актуализация: 11 януари 2025 г.

## Известни играчи
- Даниел Пасарела
- Габриел Батистута
- Сократеш
- Дунга
- Едмундо
- Луис Оливейра
- Адриано
- Щефан Ефенберг
- Браян Лаудруп
- Валери Божинов
- Роберто Баджо
- Клаудио Джентиле
- Даниеле Масаро
- Лоренцо Аморузо
- Енрико Киеза
- Франческо Толдо
- Стефано Фиоре
- Лука Тони
- Руй Коща
- Нуньо Гомеш
- Адриан Муту
- Предраг Миятович
- Андрей Канчелскис
- Стефан Шварц
- Себастиан Фрей
- Томаш Репка
- Томаш Уйфалуши
- Хидетоши Наката
- Джанкарло Антоньони
- Пиетро Виерховод
- Джовани Гали
- Анжело Ди Ливио
- Даниел Бертони
- Хуан Куадрадо

## Български футболисти
- Валери Божинов: 2005/07 - (36 мача - 8 гола)
- Петко Христов: 2017/21 - (0 мача - 0 гола)

## Бивши треньори
- Нилс Лидхолм
- Карло Мацоне
- Клаудио Раниери
- Свен-Йоран Ериксон
- Джовани Трапатони
- Чезаре Прандели
- Фатих Терим
- Роберто Манчини
- Дино Дзоф
- Синиша Михайлович